# Ploy
Ploy (oder auch Imperium) ist der Name eines Brettspiels für zwei oder vier Parteien. Durch zusätzlich mögliche Drehungen der Spielsteine ergeben sich mehr mögliche Konstellationen und Zugmöglichkeiten als beim Schachspiel.

## Geschichte
Ploy wurde von Frank Thibault entwickelt (Auswahlliste zum Spiel des Jahres 1989 mit Regatta). Unter diesem Namen erschien das Spiel 1970 bei 3M in der 'Bookshelf Games'-Serie.
1982 wurde es auch von Schmidt Spiele unter dem Namen Imperium verlegt – fälschlicherweise wurde hier „Sid Saxon“ als Autor angegeben.

## Spielregeln

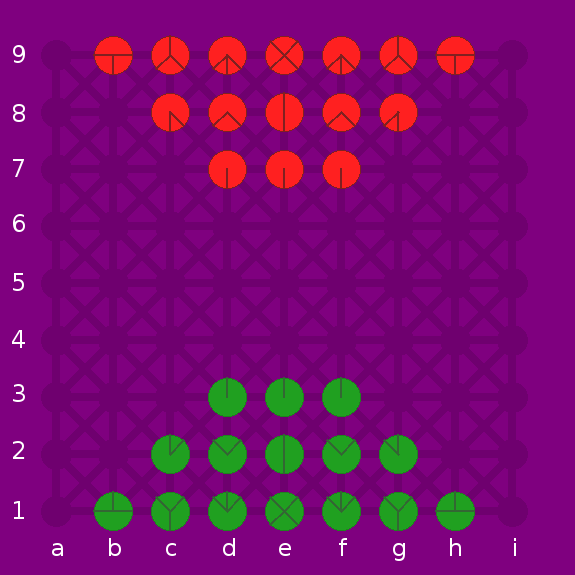
Abbildung 1: Startkonfiguration für Zweierspiel

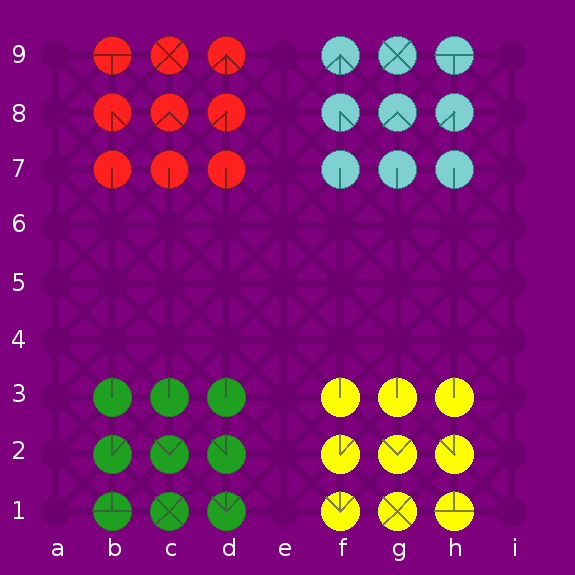
Abbildung 2: Startkonfiguration für Mannschaftsspiel

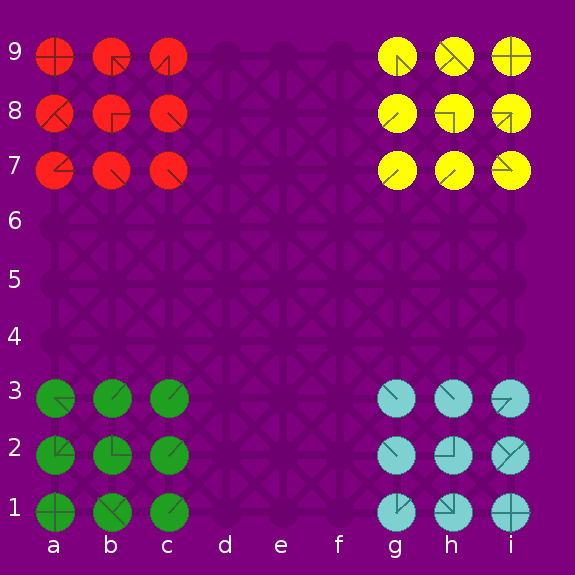
Abbildung 3: Startkonfiguration für Viererspiel

### Spielplan
Gespielt wird auf einem neun mal neun Felder großen Spielplan, am besten mit zwischen den
einzelnen Felder eingezeichneten horizontalen, vertikalen und diagonalen Verbindungen.

### Spielsteine
Ploy hat vier Kategorien von Spielsteinen: Commander,
Kreuzer, Gleiter und Sonden.  Jeder Spielstein ist kreisrund
und hat einen oder mehrere Nasen, die die mit dem jeweiligen
Stein möglichen Zug- oder Schlagrichtungen anzeigen (von
einer bis vier von acht möglichen).
Die folgende Tabelle zeigt die verschiedenen Typen von
Spielsteinen:
| Kategorie         | Commander | Kreuzer | Gleiter | Sonde |
| Aussehen          |           |         |         |       |
| Nasenzahl         | 4         | 3       | 2       | 1     |
| maximale Zugweite | 1         | 3       | 2       | 1     |

Alle Steine eines Spielers haben dieselbe Farbe (im
Originalspiel Rot, Grün, Gelb und Blau).

### Züge
Wenn ein Spieler am Zug ist, darf er mit einem seiner Steine
entweder
- einen Bewegungszug oder
- einen Richtungszug

machen.
In einem Bewegungszug wird ein Stein von seiner
aktuellen Position zu einer anderen in Richtung eines seiner
Nasen gezogen.  Die Zielposition darf dabei höchstens soweit
entfernt sein wie die maximale Zugweite des Steins angibt.
Ein Stein darf nicht auf oder über Steine der eigenen Partei
ziehen, er darf aber auf gegnerische Steine ziehen und sie
damit schlagen.
In einem Richtungszug wird ein Stein am Platz um
ganzzahlige Vielfache von 45° gedreht (die deutsche
Spielanleitung erlaubt nur Drehungen um ±45°).
Eine Sonde darf nach einem Bewegungszug unmittelbar noch
einen Richtungszug anschließen.

### Ausscheiden eines Spielers
Ein Spieler scheidet aus, wenn er seinen Commander oder alle
seine Steine außer dem Commander verloren hat.

### Spielvarianten
Ploy kann von zwei oder vier Spielern in einer der folgenden
Varianten gespielt werden:
- Zweierspiel,
- Mannschaftsspiel oder
- Viererspiel.

Im Zweierspiel bekommt jeder der zwei Spieler
15 Steine (siehe Abbildung 1).  Grün beginnt und
die Spieler ziehen abwechselnd.
Im Viererspiel bekommt jeder der vier Spieler
9 Steine (siehe Abbildung 2).  Grün beginnt und
die Spieler ziehen im Uhrzeigersinn.  Wenn im Viererspiel
der Commander eines Spielers geschlagen wird, scheidet er
aus und der schlagende Spieler übernimmt dessen Steine.  Er
kann sie dann in seinen Zügen wie eigene Steine benutzen.
Im Mannschaftsspiel bekommt jeder der vier Spieler
9 Steine (siehe Abbildung 3).  Grün und Gelb sowie
Rot und Blau bilden je ein Team.  Grün beginnt gefolgt von
Rot, Gelb und Blau usw.  Wenn ein Spieler im
Mannschaftsspiel ausscheidet, übernimmt dessen Teampartner
seine Steine.  Der Teampartner übernimmt auch das Zugrecht
seines Partners und darf bei einem Zug jeweils alle Steine
seines Teams benutzen.

### Spielende
Das Spiel endet
- wenn ein Spieler im Zweierspiel ausscheidet,
- wenn drei Spieler im Viererspiel ausscheiden, und
- wenn beide Spieler eines Teams im Mannschaftsspiel ausscheiden.

## Ploy-Programme
Zwei Ploy-Programme sind verfügbar: eines, das menschliche
Spieler beim Spiel unterstützt, und ein anderes, bei dem darüber
hinaus auch noch der Computer selbst Züge ausführen kann.
| Programm      | Autor (Land)               | Zielplattform      | Computer zieht | Quelle                   | Programmier- sprache |
| ------------- | -------------------------- | ------------------ | -------------- | ------------------------ | -------------------- |
| JavaPloy v0.2 | Jeff D. Conrad (USA)       | übergreifend (JVM) | nein           | Open Source, MIT License | Java                 |
| Ada-Ploy v0.8 | Thomas Tensi (Deutschland) | Microsoft Windows  | ja             | Open Source, MIT License | Ada 2005             |